# 巴家乡
巴家乡，是中华人民共和国重庆市秀山土家族苗族自治县下辖的一个乡镇级行政单位。

## 行政区划
巴家乡下辖以下地区：
石坎村、双河村、杠龙村和寨学村。